# Geschützter Landschaftsbestandteil Aeppel

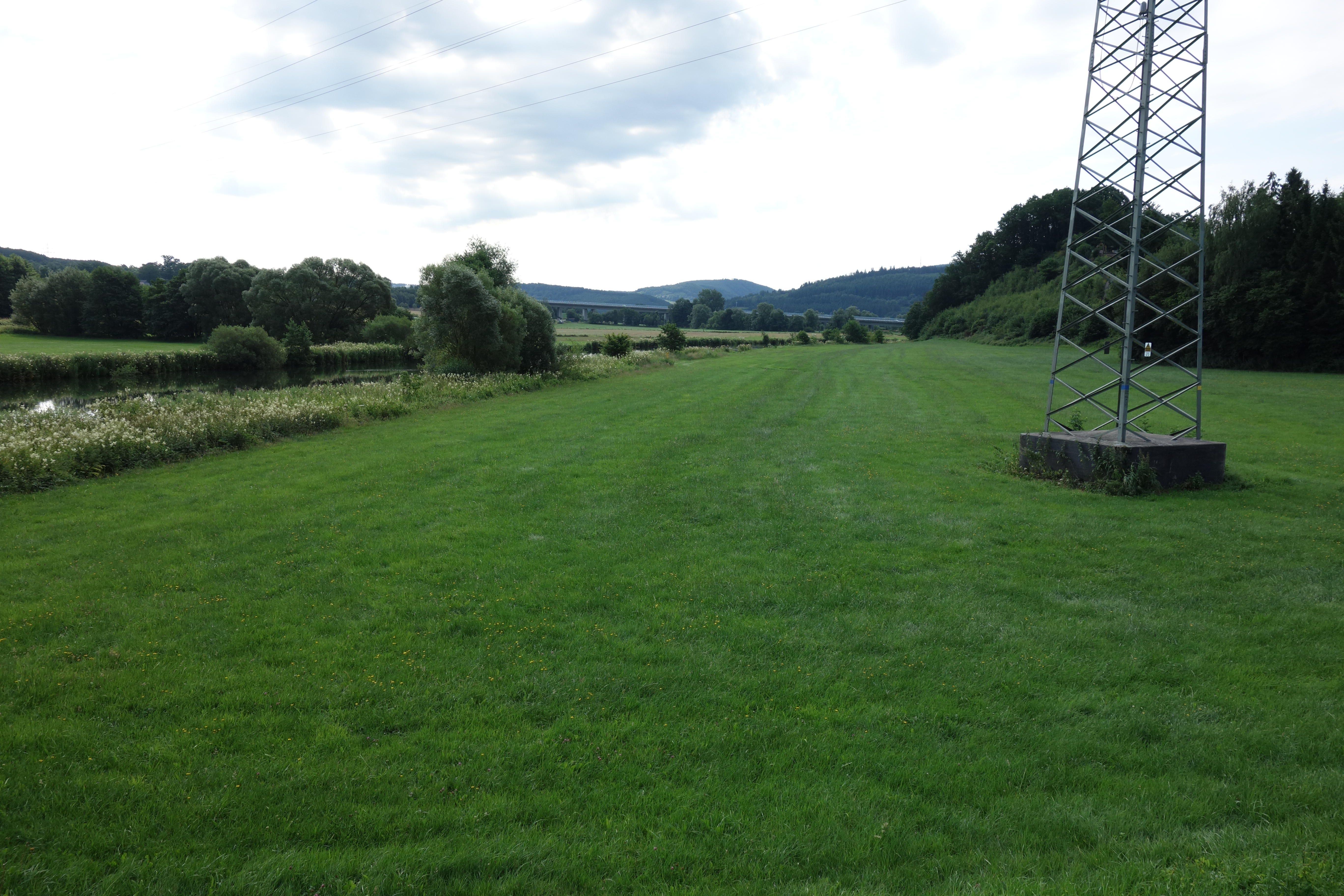
Geschützter Landschaftsbestandteil Aeppel (Waldbereich rechts)

Der Geschützte Landschaftsbestandteil Aeppel mit 2,7 ha Flächengröße lag im Stadtgebiet von Meschede östlich von  Olpe im Hochsauerlandkreis. Das Gebiet wurde 1994 mit dem Landschaftsplan Meschede durch den Kreistag des Hochsauerlandkreises als Geschützter Landschaftsbestandteil (LB) ausgewiesen. 2020 wurde die LB-Fläche bei der Neuaufstellung des Landschaftsplanes Teil vom Naturschutzgebiet Ruhrtal mit Wennemündung. Die Ausweisung 1994 erfolgte teilweise als temporäre Festsetzung, weil im südlichen Teil des LB die Trasse der Bundesautobahn 46 geplant und auch später auch gebaut wurde. Östlich vom LB lag das Landschaftsschutzgebiet Ruhrtal und Wennetal bei Wennemen und westlich das Dorf und Grünland ohne Schutzausweisung.

## Beschreibung
Beim LB handelt es sich um den bewaldeten Härtlingsrücken „Aeppel“. Der Härtlingsrücken „Aeppel“ bildet hier einen geomorphologisch markanten, überwiegend mit Eiche bewachsenen Ruhrprallhang. Der Ruhrprallhang weist eine Neigung bis zu 80 Grad auf. Dieser ostexponierte Hang verleiht dem Gebiet in Verbindung mit dem gut ausgebildeten Feldgehölz eine hohe strukturelle Vielfalt, die für Flora und Fauna von lokaler Bedeutung ist. In der LB-Fläche sind gefährdete Tierarten nachgewiesen worden.
Um die ökologische Bedeutung des LB zu erhöhen, wurde im Landschaftsplan das Gebot festgesetzt: Bauliche Anlagen sind zu beseitigen.

## Schutzzweck
Schutzzweck laut Landschaftsplan: „Erhaltung des Ruhr-Prallhangs wegen seiner lokalen Bedeutung für die Gliederung und Belebung des Landschaftsbildes im Ruhrtal; hohe strukturelle Vielfalt; Schutz der Steilwände und des Feldgehölzes vor schädlichen Einwirkungen durch bauliche Anlagen und Freizeitnutzung.“